# Messier 55
Messier 55 (auch als NGC 6809 bezeichnet) ist ein 7,4 mag heller Kugelsternhaufen mit einer Winkelausdehnung von 19′ im Sternbild Schütze. Sein Durchmesser beträgt rund 100 Lichtjahre und er ist etwa 17.000 Lichtjahre von uns entfernt. 
Die 100.000 Sterne, aus denen Messier 55 besteht, kommen zusammen auf etwa 270.000 Sonnenmassen. Besonders ist an diesen Sternen nicht nur, dass sie in einem vergleichsweise kleinen Volumen zusammengedrängt sind, sie zählen auch mit ihren rund zehn Milliarden Jahren zu den ältesten Sternen im Universum. Sie entstanden nahezu gleichzeitig aus einer Gaswolke in der Frühzeit unserer Milchstraße und bestehen hauptsächlich aus Wasserstoff und Helium. Schwerere Elemente wie Sauerstoff und Stickstoff waren zu der Zeit wesentlich seltener als heute.
Wegen seiner südlichen Position ist dieser Sternhaufen von Mitteleuropa aus schwer zu finden.
Die ersten dokumentierten Beobachtungen dieses Himmelsobjekts stammen aus dem Jahr 1751 vom französischen Astronomen Nicolas Louis de Lacaille. Charles Messier übernahm den Sternhaufen 26 Jahre später in seinen Katalog.

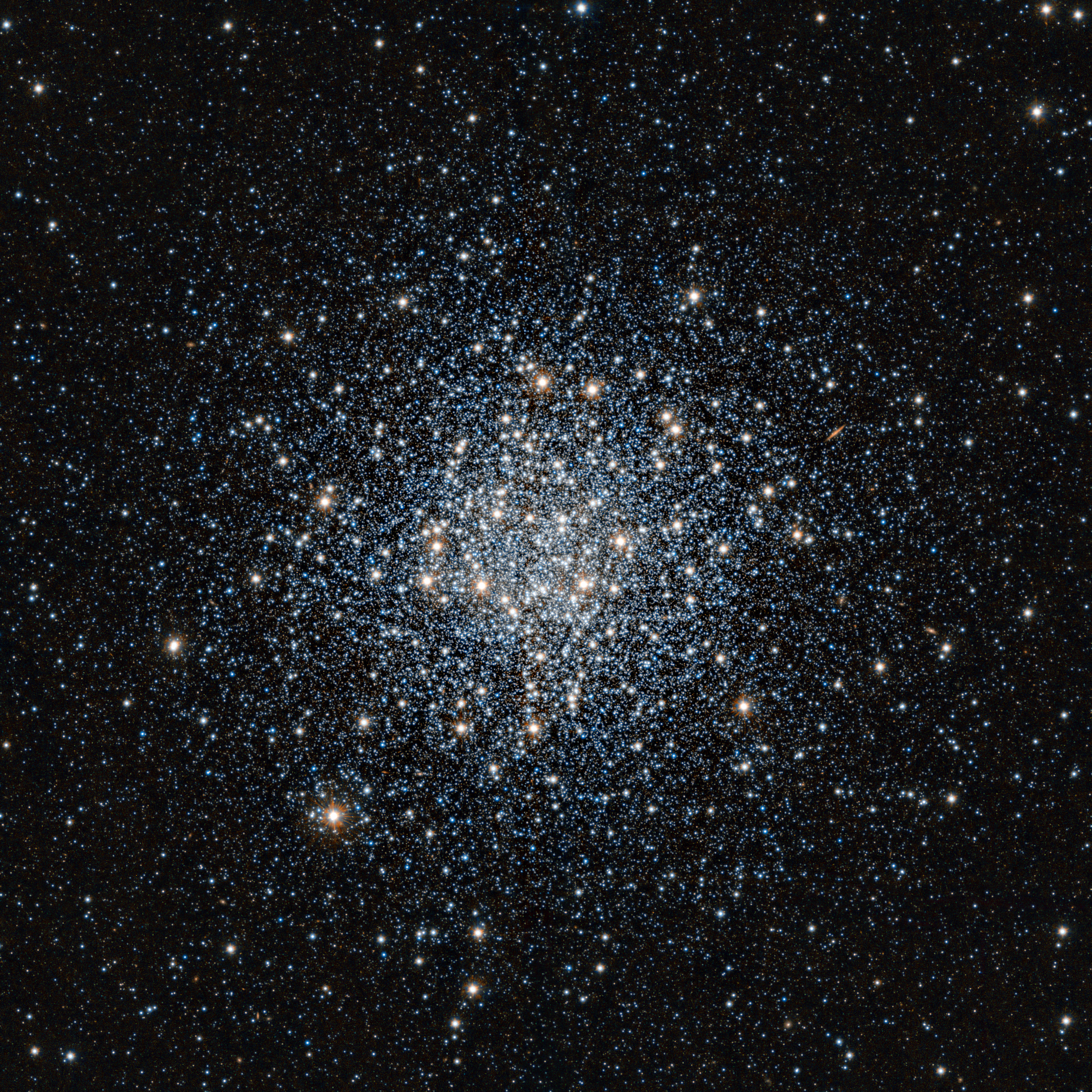
Infrarotaufnahme mit VISTA